# 恐怖のレストラン
『恐怖のレストラン』（きょうふのレストラン、FRIGHTFUL RESTAURANT）は、日本のヘヴィメタルバンドである聖飢魔IIの第十大教典。
魔暦紀元前7年（1992年）10月21日にキューン・ソニーのFITZBEATレーベルから発布された7作目のオリジナル・アルバム。前作となる実況録音盤『LIVE! BLACKMASS IN LONDON』（1992年）よりおよそ7か月ぶりに発布されたソニー・ミュージックレコーズからの移籍第一弾となる大教典であり、作詞はデーモン小暮およびSGT. ルーク篁III世、作曲は小暮および篁、エース清水、ライデン湯沢が担当、サウンド・プロデュースは中村哲が担当している。
本作は海外公演などを経た影響を受けてデビュー当時の悪魔的な世界観を前面に出した原点回帰を目指した内容になっており、12曲中10曲で人が死ぬ歌詞になっている通称「殺人教典」としても知られるコンセプト・アルバムになっている。また、本作のカバーアートはエフェクト・アーティストであるスクリーミング・マッド・ジョージが手掛けている他、聖飢魔IIの大教典において小暮による制作曲が最も多く収録されていることが特徴となっている。
本作以前に発布された小教典である映画『陽炎』の主題歌として使用された「赤い玉の伝説」および動画教典『HUMANE SOCIETY 〜人類愛に満ちた社会〜』の主題歌として使用された「正義のために」は収録されず、日本電装のコマーシャルソングとして使用された「満月の夜」が先行小教典として発布された。本作はオリコンアルバムチャートにおいて最高位第8位となった。

## 背景
第七大教典『有害』（1990年）発布後、聖飢魔IIは映画『陽炎』（1991年）の主題歌となった小教典「赤い玉の伝説」を発布。その後SGT. ルーク篁III世がデーモン小暮に続きソロ・デビューすることになり、篁は当初プリンセス プリンセス所属の奥居香やNIGHT HAWKS所属の青木秀一にボーカルを依頼する予定であったが、ディレクターである丸沢和宏の提案を受け篁が自らボーカルを担当したソロ・アルバム『篁』が1991年3月1日にリリースされた。また、聖飢魔IIは同年に「爆裂聖飢魔II」という期間限定のコンセプト・バンドとして小教典「夏休み」を発布した。しかし「爆裂聖飢魔II」のプロジェクトは構成員にとっては不本意なものであり、この時期から構成員と丸沢との間で認識のズレが顕著になってきたとライデン湯沢は述べている他、小暮は構成員ではない丸沢が作品の内容に口出しすることを疑問視するようになっていたと述べている。『有害』の後に長らく大教典を発布していなかったこともあり、3曲の仮歌を中心に広げていくという案が丸沢から出され、当時の事をSEX MACHINEGUNSの先取りであったと小暮は述懐した上で、マネージメント側とレコード会社側において打ち出していくバンドイメージに対する認識が大きく異なっていたと述べている。さらに同年には湯沢とゼノン石川が中心となり、妖怪マツザキ様も含めて3名で結成したバンドであるRXが始動、本多俊之や渡辺香津美、和田アキラなどの著名なミュージシャンが参加したファースト・アルバム『CHEMICAL REACTION』がリリースされた。篁によればアルバム『篁』がレコード会社の予想を上回る売り上げとなったことから、RXのアルバム『CHEMICAL REACTION』においてはジャケットがカラーになったと述べている。
同年には翌年開催予定であったセビリア万国博覧会のプレ・イベントである「セビリア・フェスタ・ジャパンデー」において、着物ショーや阿波踊りなどの日本の文化を披露する目的の催事が行われることになり、日本のバンドを代表して聖飢魔IIが同イベントに参加することになった。結果として聖飢魔IIはスペインのセビリアのみならずイギリスのロンドンおよびアメリカ合衆国のニューヨークにおいてもミサを行うことになり、ニューヨーク在住の音楽プロデューサーからアメリカでのデビューを持ちかけられる事になったが、同プロデューサーが担当していたバンドが商業的に失敗し資金が枯渇したことから破談となった。翌1992年の4月から小暮は富士フイルムのレンズ付きフィルム「写ルンです」のCMに出演することになる。しかし同CMへの出演は聖飢魔IIとしては本意のものではなく、過去においてCM出演の際には楽曲のタイアップもしくは悪魔というイメージを失わないものが条件となっていたが、所属事務所であるミュージックチェイスの経済状況が悪化していたことを受け、小暮が出演を快諾したことから実現する運びとなった。結果として同CMはCM大賞を獲得することになり、小暮は本来であれば音楽が売れて著名になることが望ましかったと前置きした上で「歴史の中で最もブレイクしたのが、この『写ルンです』だからね。なにしろ大賞なんていうものをとったのは、これだけだからね」と述べている。さらに同年7月1日に全編がアニメーションで構成されており、構成員全員が声優として出演した動画教典『HUMANE SOCIETY 〜人類愛に満ちた社会〜』が発布された。同日には同作の主題歌として使用された「正義のために」を小教典として発布している。

## 録音、制作
篁によれば第五教典『THE OUTER MISSION』（1988年）のように聖飢魔IIの世界観にない作品を制作したものの世間一般に浸透するような影響力はなく、小暮の認知度の高さに対して聖飢魔IIというバンドが認知されていない状況を打破するため、また海外公演においても初期のイメージでパフォーマンスを行ったことも影響し、再びダミアン浜田が作り上げた世界観の作品を制作するという方向性で固まることになった。小暮によれば前作となる『有害』制作時には「とげとげしい、ごりっとした、骨太の」というイメージを持ち続けていたものの中途半端な出来上がりになった挙句、「赤い玉の伝説」や爆裂聖飢魔IIとしての活動があったことも影響し、それらが大きな反動となり「もっと原点に戻った暴力的で血なまぐさいものを作ろう」、「どんな曲でも人が一人や二人死ぬくらいのものを」とミーティングにおいて決定したと述べている。本作は悪魔的世界観を全面に押し出した作品であったが、小暮は2005年の聖飢魔II再集結時に音楽誌『Rockin' f Vol.17』において「ダミアン浜田殿下の歌詞はあまりにも発想がすごいから、笑えるところまでいくんだけれど、他の構成員だとマジメで現実感がありすぎる」と述べている。
また本作制作時に曲順に関して丸沢と小暮の間で意見が衝突する事態になり、1曲目に「鬼」を想定していた小暮に対して重すぎると判断した丸沢は「呪いのボンデージ」を推薦、自らの意志を曲げなかった小暮は丸沢のある発言に憤慨し「もう丸沢氏とはできない」と述べ両者は決別することになった。聖飢魔IIにはプログレッシブ・ロックを好む構成員がおり、コンセプト・アルバムを制作する意向が元々存在していたために、本作では楽曲の構成において共通する部分が多いことからコンセプト・アルバムとして制作する方向性になったことを理由として、曲順に関して強いこだわりがあったと小暮は述べている。小暮によれば午後3時から翌日の午前7時までミーティングを行い、その間議題になったのは曲順のみであったと述べ、また議論の中でそれまで構成員が溜め込んでいた鬱積した不満が徐々に明らかになっていったとも述べている。篁によればバンドの雰囲気が最悪な時期であり、曲順に関しても「アイツがこう言う裏にある意図は多分こうだから、それは納得できない」という意地の張り合いの結果ミーティングが一晩に及ぶ結果となったことから、「もう末期的症状」であったと述べている。また篁は爆裂聖飢魔IIでの活動が丸沢との確執が発生した原因であると述べ、丸沢は冗談めいた歌詞を尊重する姿勢であったが構成員はそれが納得できず、また本作において浜田が作り上げた世界観を超えることを目指したものの浜田と同様のことは出来なったとも述べている。小暮は丸沢から歌について誉められたことがないと述べ、第三大教典『地獄より愛をこめて』（1986年）収録の「魔界舞曲」においてTopsの山際祥子および館野江里子がコーラスをレコーディングしていた際に小暮に対して「プロはうまいね」と発言したことを覚えており、「この人、吾輩のことをうまいと思ってないんだな」という感想を持ったことを告白した上で、直接のモチーフではないと前置きしつつも「鬼」で描かれているテーマは「言った本人は覚えてないと思うけど、言われて傷ついたほうは覚えている」という内容であると述べている。
結果として丸沢は本作を最後に聖飢魔IIのディレクターを降板、将来的なビジョンを持っていた丸沢に対して小暮を含めた構成員全員が反発する形になり、丸沢が一方的に悪者にされたことについて後年小暮は「丸沢氏の立場としては、非常に気の毒な話でね」と同情する発言をしている。小暮は『THE OUTER MISSION』という構成員全員が満足する作品を制作した際に、プロデューサーである土橋安騎夫の手腕による部分が大きかったにも拘わらず、NHK総合音楽番組『NHK紅白歌合戦』（1951年 - ）への出演や「写ルンです」のコマーシャル出演などで全国的に話題となったことも影響し、バンド全体が有頂天になっていたことから慢心が生まれていたと述べている。湯沢は慢心していたことやデビューから年数を重ねていたことも影響し、本作のプロデュースを担当した中村哲が送ってきた譜面を勝手に変更するなどの行為を行ったことを例に挙げ、レコーディングにおいても末期症状であったと述べている。

## 音楽性とコンセプト
小暮によれば本作制作時は新たな物を生み出すアーティスティックな作業においては中だるみしていた時期であり、バンドがある程度は軌道に乗っていたこと、テレビ番組やラジオ番組などに頻繁に出演していた小暮の知名度と聖飢魔IIの知名度に落差を感じ始めていた時期でもあったと述べている。1990年初頭はバンドブームの影響で新たなバンドが誕生していた中で、ヴィジュアル系と呼ばれるバンドが続々とデビューしていた状況であり、ヴィジュアル系に通ずる耽美的な要素を元々持っていた聖飢魔IIは音楽的な幅を広げつつもミサにおいてはバラエティ色の強い活動を行うようになっていた。ディレクターからは爆裂聖飢魔IIのような活動を求められていた時期であるが、「神秘的でゴリゴリした重たいサウンドを基本に、時々ユーモアを交えるから面白い」という聖飢魔II本来のバンドカラーを取り戻す目的で本作は制作されたと小暮は述べている。小暮は浜田が制作する作品の世界観は明快なアメリカ映画のホラーであると例えた上で、本作は信者が求める教義やメッセージを意識し、人間の狂気を掘り下げた内容になっていると述べている。
エース清水は世間の聖飢魔IIに対するイメージはスプラッター映画のような描写であり、本作はそのような描写をコンセプトとして制作されたものの清水は強要されたことに窮屈さを感じていたと述べている。その最中においても「呪いのボンデージ」や「人間狩り」などの楽曲を制作したことに対して清水は「まあよくできたもんだと思っているよ」と述べた上で、当時聖飢魔IIの楽曲として収録したかった楽曲が「イントロがフュージョンっぽい」という理由のため候補から外されたことが非常に残念であったとも述べており、その楽曲は佐竹雅昭のアルバムに収録されることになったが、2000年の段階で「今でも、あれこそ聖飢魔IIでやりたかったと思っているね」と述べた他、フュージョンのようなイントロは自身のソロ・アルバムに転用したと述べている。
篁はロンドンにおけるミサの後、次作の構想を練っている段階で「ここは1つ、アイデンティティを」という提案が出されたと述べている。篁は初期の聖飢魔IIが人気を得たのは楽曲の力ではないと推測し、小暮の人気がバンドの人気に繋がっていたと認めた上で、本作も受け入れられると考えたが結果として狙い通りにならず「そこまで甘くなかった」と述べている。本来であればホーンテッドマンションのような雰囲気を目指すべきであったところをその中の拷問部屋だけを抽出して出したようなものであると篁は例えた上で、「曲的にも、別に面白い曲、力強い曲がないよね」と述べた他、「楽曲の本当の魅力はあるからね。強いものは強いし、弱いものは弱い。俺の中でこの教典は弱いね」とも述べている。石川はロンドン公演後に聖飢魔IIの風貌には「STAINLESS NIGHT」のような楽曲は似合わないと考えるようになり、ロンドン公演において最も盛り上がったのは棺桶から小暮が出て来る部分や「悪魔組曲」を演奏した部分であったこと、あるいは『有害』や爆裂聖飢魔IIとしての活動に対する反省も込めて原点に立ち返った作品作りの気運が高まったと述べた上で、「聖飢魔IIってやっぱり、おどろおどろしい、おぞましいみたいなのはとことん追求できるバンドだと思う。でも、これはちょっとやり過ぎた。お化け屋敷だよ」とも述べているが、ユーモアが散りばめられている点から好みの教典であるとも述べている。

## リリース
本作は魔暦紀元前7年（1992年）10月21日にキューン・ソニーレコードのFITZBEATレーベルからCDにて発布された。本作の帯に記載されたキャッチフレーズは「今度の悪魔は腰に来ます……。怖い! かっこいい! キモチイイ! 3拍子揃ったホラーなメタル。王者、聖飢魔IIのおいしい一枚。」であった。本作からは同年9月21日に日本電装のコマーシャルソングとして使用された「満月の夜」が先行小教典としてシングルカットされた他、収録曲である「BREAKDOWN INNOCENCE」が同じく日本電装のコマーシャルソングとして使用された。
本作は魔暦紀元前5年（1994年）7月1日にMDにて再リリースされた他、魔暦15年（2013年）7月17日にソニー・ミュージック在籍時の聖飢魔IIのアルバム5作が復刻された際に本作もリマスター盤のBlu-spec CD2仕様にて再リリースされ、同日にはソニー・ミュージック在籍時の全83曲がiTunesやmoraなどで配信が開始された。

## 批評、チャート成績
| 専門評論家によるレビュー | 専門評論家によるレビュー |
| レビュー・スコア         | レビュー・スコア         |
| 出典                     | 評価                     |
| ------------------------ | ------------------------ |
| CDジャーナル             | 肯定的                   |
| TOWER RECORDS ONLINE     | 肯定的                   |

本作に対する評価として、音楽情報サイト『CDジャーナル』では当時小暮がコマーシャルに良き父親役として出演していたことを引き合いに出した上で、アルバムジャケットが過去作よりも不気味でありさらに歌詞の内容もそれ以上に過激であると指摘、本作では過去作よりもバック演奏がより前面に出ていることから「今まではデーモン小暮が全面に出てたけど今回は聖飢魔IIというひとつのバンドとしてまとまった感じ」と肯定的に評価、また2013年リイシュー盤のレビューとして本作がホラーと恐怖をテーマとしたコンセプト・アルバムであることを指摘した上で、「悪魔的な世界観を存分に堪能できる仕上がりとなっている」と肯定的に評価した。音楽情報サイト『TOWER RECORDS ONLINE』においては「おどろおどろしさや禍々しさを表現する楽曲の完成度+ホラーとアグレシヴな歌詞により悪魔的世界観を全面に押し出した、ホラーと恐怖をテーマにしたアルバム」と肯定的に評価、さらに聖飢魔IIの全作品中で最も小暮が作曲した楽曲が多く収録されていることを指摘している。
本作はオリコンアルバムチャートにおいて最高位第8位の登場週数5回で売り上げ枚数は7.2万枚となった。原点回帰を目指して制作された本作であったが、作品の完成度や売り上げに対して大きな成果は得られなかったものの、小暮のCMやテレビおよびラジオ番組出演は好調であったため、事務所側は聖飢魔II全員でのCM出演を推進し始め、日本電装のCMに出演することが決定。さらにエース清水と篁はFMラジオにおいてレギュラー番組を抱え2名だけでのCM出演など音楽以外の活動は活発な状態であった。

## 収録曲
- CD付属の歌詞カードに記載されたクレジットを参照[29]。また、6曲目はインストゥルメンタルとなっている。

| #         | タイトル                   | 作詞               | 作曲                             | 編曲                         | 時間  |
| --------- | -------------------------- | ------------------ | -------------------------------- | ---------------------------- | ----- |
| 1.        | 「鬼」                     | デーモン小暮       | Sgt. ルーク篁III世               | 聖飢魔II、中村哲             | 6:00  |
| 2.        | 「BREAKDOWN INNOCENCE」    | Sgt. ルーク篁III世 | Sgt. ルーク篁III世               | 聖飢魔II、中村哲             | 3:47  |
| 3.        | 「呪いのボンデージ」       | Sgt. ルーク篁III世 | エース清水                       | 聖飢魔II、中村哲             | 5:00  |
| 4.        | 「人間狩り」               | デーモン小暮       | エース清水                       | 聖飢魔II、中村哲             | 6:01  |
| 5.        | 「吸血鬼の増殖」           | デーモン小暮       | デーモン小暮                     | 聖飢魔II、中村哲、妖怪松崎様 | 7:07  |
| 6.        | 「緑色の雨」               |                    | ライデン湯沢                     | 聖飢魔II、中村哲、妖怪松崎様 | 2:41  |
| 7.        | 「殺しの現場!!」           | デーモン小暮       | デーモン小暮                     | 聖飢魔II、中村哲、妖怪松崎様 | 3:36  |
| 8.        | 「地獄へ突撃!」            | デーモン小暮       | デーモン小暮                     | 聖飢魔II、中村哲、妖怪松崎様 | 3:40  |
| 9.        | 「ギロチン男爵の謎の愛人」 | デーモン小暮       | デーモン小暮                     | 聖飢魔II、中村哲、妖怪松崎様 | 3:47  |
| 10.       | 「満月の夜」               | デーモン小暮       | デーモン小暮                     | 聖飢魔II、中村哲、妖怪松崎様 | 9:25  |
| 11.       | 「恐怖のレストラン」       | デーモン小暮       | Sgt. ルーク篁III世               | 聖飢魔II、中村哲             | 5:10  |
| 12.       | 「テロリスト」             | デーモン小暮       | Sgt. ルーク篁III世、デーモン小暮 | 聖飢魔II、中村哲、妖怪松崎様 | 5:09  |
| 合計時間: | 合計時間:                  | 合計時間:          | 合計時間:                        | 合計時間:                    | 61:23 |

## スタッフ・クレジット
- CD付属の歌詞カードに記載されたクレジットを参照[29]。

### 聖飢魔II
- ライデン湯沢 – ドラムス、コーラス
- デーモン小暮 – ボーカル
- Sgt. ルーク篁III世 – ギター、コーラス
- ゼノン石川 – ベース、コーラス
- エース清水 – ギター、コーラス

### 参加ミュージシャン
- 迫田到 – シンセサイザー・プログラミング

### 録音スタッフ
- 中村哲 – サウンド・プロデューサー
- 丸沢和宏 – ディレクター
- タフマニコフ川辺 – ミキシング・エンジニア、レコーディング・エンジニア
- 中村悦弘 – レコーディング・エンジニア
- 高橋尚哉 – アシスタント・エンジニア
- 清水禎徳 – アシスタント・エンジニア
- 田中"Quincy"三一 – デジタル・マスタリング

### その他スタッフ
- ナスティー平野 – グランド・マネージャー
- コンドルもみあげ松元 – マネージャー
- オレ MORITA ヨロシク – マネージャー
- BOBBY DICK YUASA – マネージャー
- マドラス安場 – A&R
- シャーク岩井（ミュージックチェイス） – エグゼクティブ・マネージャー
- 丸山茂雄 – エグゼクティブ・プロデューサー
- 石井俊雄 – エグゼクティブ・プロデューサー

### 美術スタッフ
- 加藤靖隆（アボーヴ・アス・オンリー・スカイ・スタジオ） – アート・ディレクション、グラフィック・デザイン
- 細川晃 – 写真撮影
- スクリーミング・マッド・ジョージ – カバーイメージ・コンセプト・デザイン、クリーチャー・コンストラクション
- 福岡洋一 – スペシャル・エフェクト
- 松井祐一 – スペシャル・エフェクト
- 河部菜津子 – スタイリスト
- 荒川俊一 – アシスタント・デザイン
- 本田宏一 – アシスタント・デザイン

### リイシュー盤スタッフ
- 椿洋也（ソニー・ミュージックダイレクト） – A&R
- 塩月博之（ソニー・ミュージックスタジオ東京） – マスタリング
- 佐藤秀幸（ソニー・ミュージックコミュニケーションズ） – プロダクト・コーディネーション
- 坂井智明 (Blanchic) – アートワーク・リファインメント
- 中島健作 (Blanchic) – アートワーク・リファインメント

## リリース日一覧
| No. | リリース日     | レーベル                                 | 規格         | カタログ番号 | 最高順位 | 備考                   | 出典                |
| --- | -------------- | ---------------------------------------- | ------------ | ------------ | -------- | ---------------------- | ------------------- |
| 1   | 1992年10月21日 | キューン・ソニー／FITZBEAT               | CD           | KSC2-20      | 8位      |                        | [ 2 ] [ 25 ] [ 30 ] |
| 2   | 1994年7月1日   | キューン・ソニー／FITZBEAT               | MD           | KSY2-2021    | -        |                        | [ 31 ]              |
| 3   | 2013年7月17日  | ソニー・ミュージックダイレクト／GT music | BSCD2        | MHCL-30101   | -        |                        | [ 26 ] [ 27 ]       |
| 4   | 2013年7月17日  | ソニー・ミュージックダイレクト           | AAC-LC       | -            | -        | デジタル・ダウンロード | [ 32 ]              |
| 5   | 2013年7月17日  | ソニー・ミュージックダイレクト           | ロスレスFLAC | -            | -        | デジタル・ダウンロード | [ 33 ]              |